# Sebastià Jovani
Sebastià Jovani (Barcelona, 1977) és un escriptor català de novel·la, poesia i assaig. La seva primera obra va ser l'assaig Els llibres del Diable. Com a narrador ha publicat les novel·les Emulsió de Ferro, Emet o la revolta, traduïda al castellà l'any 2012, i L'Ètica.

## Obres
Novel·la
- Emulsió de Ferro. Barcelona: La Magrana, 2009. ISBN 978-84-9867-415-6
- Emet o la revolta. Barcelona: La Magrana, 2011. ISBN 978-84-8264-940-5
- Emet o la rebelión. Barcelona: Duomo, 2012. ISBN 978-84-15355-29-8 (castellà)
- L'Ètica. Barcelona: Alrevés, 2014. ISBN 978-84-15900-31-3

Assaig
- Els llibres del Diable. Barcelona: Llibres de l'Índex, 2006.
- Los libros del Diablo. Barcelona: Ediciones de la Tempestad, 2006. ISBN 978-84-7948-076-9 (castellà)

Relats a antologies
- Matar en Barcelona. Barcelona: Alpha Decay, 2009. ISBN 978-84-937269-5-9 (castellà)
- Crims.Cat. Barcelona: Alrevés, 2011. ISBN 978-84-937920-8-4